# وينديل إي. دان جونيور
وينديل إي. دان جونيور (بالإنجليزية: Wendell E. Dunn, Jr.)‏ هو خبير بالمعادن ومهندس وكيميائي أمريكي، ولد في 30 أغسطس 1922 في بالتيمور في الولايات المتحدة، وتوفي في 24 ديسمبر 2007 في توسان في الولايات المتحدة.